# Phaolô Nguyễn Thái Hợp
Phaolô Nguyễn Thái Hợp (sinh ngày 2 tháng 2 1945) là một giám mục Công giáo tại Việt Nam. Ông từng đảm trách vai trò giám mục chính tòa tiên khởi của Giáo phận Hà Tĩnh trực thuộc Giáo tỉnh Hà Nội, cũng như chủ tịch Ủy ban Công lý và Hòa bình, trực thuộc Hội đồng Giám mục Việt Nam từ năm 2010 đến năm 2019. Khẩu hiệu giám mục của ông là: "Sự thật và Tình yêu". Ngoài tiếng mẹ đẻ là tiếng Việt, ông có thể giao tiếp bằng tiếng Anh, Pháp, Ý, Tây Ban Nha.
Giám mục Hợp sinh ngày 2 tháng 2 năm 1945 tại Nghệ An và năm 19 tuổi vào tập viện Dòng Đa Minh tại Vũng Tàu, bắt đầu con đường tu tập. Đến ngày 8 tháng 8 năm 1972, ông được thụ phong linh mục dòng Đa Minh tại Sài Gòn, sau đó lại tiếp tục theo học tại Đại học Fribourg (Thụy Sĩ) và tốt nghiệp Tiến sĩ Triết học Tây Phương vào năm 1978. Từ năm 1978 đến 1979, ông theo học chính trị kinh doanh tại Đại học Genève, Thụy Sĩ. Sau đó, ông được cử sang Peru làm giáo sư tại Phân khoa Thần học Lima từ năm 1981 – 1986. Trong khoảng thời gian ở Peru, linh mục Phaolô Nguyễn Thái Hợp còn giữ các chức vụ như giáo sư và giám đốc Học vụ của Học viện Thần học Gioan XXIII, trung tâm nghiên cứu Bartolomé de Las Casas, Lima. Năm 1994, ông tốt nghiệp Tiến sĩ Thần học Luân lý tại Phân khoa Thần học Đức Mẹ Lên Trời ở São Paulo, Brasil và về làm giáo sư tại Phân khoa Xã hội thuộc Đại học Giáo hoàng Thánh Tôma Aquinô, Angelicum, Roma từ năm 1996 đến 2004.
Từ năm 2004, ông về Việt Nam giữ chức giám đốc học vụ của Tỉnh Dòng Đa Minh Việt Nam và là thành viên của Ủy ban Giáo lý Đức tin trực thuộc Hội đồng Giám mục Việt Nam. Từ năm 2006, ông là thành viên của Ủy ban Từ vựng Công giáo, chủ nhiệm Câu lạc bộ Phaolô Nguyễn Văn Bình. Ngày 13 tháng 5 năm 2010, linh mục Phaolô Nguyễn Thái Hợp được Giáo hoàng Biển Đức XVI bổ nhiệm làm Giám mục chính tòa giáo phận Vinh thay cho Giám mục Phaolô Maria Cao Đình Thuyên nghỉ hưu. Tại Đại hội lần thứ XI của Hội đồng Giám mục Việt Nam (tháng 10 năm 2010), Ủy ban Công lý và Hòa bình được thành lập và ông được bầu làm chủ tịch của ủy ban này và giữ chức vụ này đến năm 2019.
Ngày 13 tháng 5 năm 2016, Giám mục Nguyễn Thái Hợp viết thư chung nói về tình trạng cá chết bất thường tại miền Trung gây tranh cãi. Thư Chung của Giám mục Phaolô Nguyễn Thái Hợp kêu gọi người dân và chính phủ tìm ra nguyên nhân cá chết, đồng thời cũng phân tích rõ những tác hại của việc cá chết với môi trường biển và đất, cũng như những tác hại nếu con người ăn phải những con cá chết do nhiễm độc. VTV nhận định giám mục Hợp kích động giáo dân chống chính quyền Việt Nam.
Giám mục Nguyễn Thái Hợp trở thành giám mục Tiên khởi Giáo phận Hà Tĩnh vào cuối năm 2018, khi Tòa Thánh tách giáo phận mới này từ giáo phận Vinh. Ông chính thức nhậm chức vào tháng 2 năm 2019. Ngày 19 tháng 3 năm 2021, Giáo hoàng Phanxicô đã chấp thuận đơn từ nhiệm của giám mục Nguyễn Thái Hợp. Đồng thời, Tòa Thánh bổ nhiệm Giám mục Louis Nguyễn Anh Tuấn, làm Giám quản Tông tòa Giáo phận Hà Tĩnh.

## Thân thế và tu tập
Phaolô Nguyễn Thái Hợp sinh ngày 2 tháng 2 năm 1945 tại xã Nghi Phong, huyện Nghi Lộc, tỉnh Nghệ An, thuộc giáo xứ Làng Anh, Giáo phận Vinh. Ông là con út trong gia đình Công giáo có 6 người con: 3 nam, 3 nữ. Những anh chị em của ông đều đã qua đời, hiện chỉ còn một chị gái đang định cư tại Hoa Kỳ. Thân phụ ông thuộc gia cấp địa chủ và bị đấu tố, xử tử trong giai đoạn phát động giảm tô ở miền Bắc Việt Nam giai đoạn 1951 đến năm 1953. Thân mẫu ông cũng bị đấu tố và sống trong tình trạng vật vờ. Anh chị của cậu Hợp cũng gặp nhiều khó khăn trong giai đoạn này, riêng cậu lâm vào tình cảnh lang thang, phải bỏ học và bị nhịn đói nhiều ngày liền. Sau nhiều khó khăn, cậu Hợp cùng một người chị được người thân đưa vào miền Nam, và sum họp với gia đình vào năm 1954.
Ngày 15 tháng 8 năm 1964, chàng thanh niên Nguyễn Thái Hợp vào tập viện Dòng Đa Minh tại Vũng Tàu. Sau khi vào tập viện, chủng sinh Hợp bắt đầu học học triết học và thần học tại học viện Dòng Đa Minh tại Vũng Tàu và tại Thủ Đức trong giai đoạn từ năm 1965 đến năm 1972. Song song với việc học tập để trở thành tu sĩ, chủng sinh Hợp còn theo học tại Đại học Văn khoa Sài Gòn về triết học Đông Phương trong giai đoạn từ năm 1968 đến năm 1971.

## Thời kỳ linh mục
Ngày 8 tháng 8 năm 1972, phó tế Phaolô Nguyễn Thái Hợp được thụ phong linh mục, là linh mục thuộc dòng Đa Minh tại Sài Gòn. Sau khi được truyền chức, tân linh mục trẻ tuổi tiếp tục theo học tại Đại học Fribourg (Thụy Sĩ) và tốt nghiệp Tiến sĩ Triết học Tây Phương vào năm 1978. Sau khi tốt nghiệp đại học Fribourg, ông ở lại Thuỵ Sĩ và học ngành chính trị kinh doanh tại Đại học Genève, Thụy Sĩ trong thời gian ngắn từ năm 1978 đến năm 1979. Tuy chỉ hoạt động mục vụ tại nước ngoài, linh mục Thái Hợp quyết định không xin tị nạn mà đổi hộ chiếu Việt Nam Cộng hòa để lấy hộ chiếu Việt Nam Dân chủ Cộng hòa vào đầu năm 1976, với hy vọng được trở về thi hành mục vụ tại Việt Nam.
Năm 1981, linh mục Nguyễn Thái Hợp được cử sang Peru làm giáo sư tại Phân khoa Thần học Lima và đã đảm nhận cương vị này cho đến năm 1986. Trong khoảng thời gian ở Peru, linh mục Phaolô Nguyễn Thái Hợp còn giữ các chức vụ như giáo sư và giám đốc Học vụ của Học viện Thần học Gioan XXIII từ năm 1984 đến năm 1991. Ông công tác tại trung tâm nghiên cứu Bartolomé de Las Casas, Lima từ năm 1989 đến năm 1994. Trong thời gian này, linh mục Nguyễn Thái Hợp thường tham gia giảng dạy và tham dự Hội nghị tại nhiều quốc gia khu vực châu Mỹ Latinh như Brazil, Colombia, Costa Rica, Venezuela, Bolivia, Cộng hòa Dominica,...
Năm 1994, ông tốt nghiệp Tiến sĩ Thần học Luân lý tại Phân khoa Thần học Đức Mẹ Lên Trời ở São Paulo, Brazil và về làm giáo sư tại Phân khoa Xã hội thuộc Đại học Giáo hoàng Thánh Tôma Aquinô, Angelicum, Roma trong giai đoạn từ năm 1996 đến năm 2004. Năm 2000, ông sáng lập và là linh hướng Nhóm Đức Tin & Văn Hóa. Nhóm này đã khai mở lớp đào tạo Thần học cho giáo dân đầu tiên vào năm 2000, thành lập phòng khám từ thiện dành cho bệnh nhân HIV/AIDS mang tên Mai Khôi và khám bệnh lưu động cho các người nghèo ở các vùng cao, vùng sâu vùng xa.
Song hành với tinh thần Đổi Mới ở Việt Nam, linh mục Nguyễn Thái Hợp được về thăm quê hương Nghệ An lần đầu tiên vào năm 1987. Ông về thăm Việt Nam mỗi năm cho đến năm 1994. Từ năm 1996, mỗi năm về Việt Nam ông đều ở lại sinh sống 6 tháng. Kể từ năm 2003, ông hầu như định cư tại Việt Nam.
Từ năm 2004, linh mục Nguyễn Thái Hợp về Việt Nam giữ chức giám đốc học vụ của Tỉnh Dòng Đa Minh Việt Nam và là thành viên của Ủy ban Giáo lý Đức tin trực thuộc Hội đồng Giám mục Việt Nam. Ông đóng vai trò giáo sư, giảng dạy tại nhiều cơ sở đào tạo Công giáo: Trung tâm Học vấn Đa Minh, Học viện Liên Dòng Phaolô Nguyễn Văn Bình; Học viện La San; Đại chủng viện Thánh Quý, Đại chủng viện Sao Biển, Đại chủng viện Vinh Thanh, Học viện Phanxicô,...
Từ năm 2006, ông là thành viên của Ủy ban Từ vựng Công giáo, chủ nhiệm Câu lạc bộ Phaolô Nguyễn Văn Bình (do chính ông thành lập; từ ngày 30 tháng 12 năm 2006). Câu lạc bộ này được thành lập để gặp gỡ, trao đổi, thảo luận và học hỏi của những người Công giáo dấn thân phục vụ Giáo hội và xã hội Việt Nam hôm nay theo tinh thần Phúc Âm.

## Giám mục Giáo phận Vinh

### Bổ nhiệm và tấn phong
Ngày 13 tháng 5 năm 2010, Văn phòng Báo chí Tòa Thánh loan tin linh mục Phaolô Nguyễn Thái Hợp được Giáo hoàng Biển Đức XVI bổ nhiệm làm Giám mục chính tòa giáo phận Vinh, kế nhiệm Giám mục Phaolô Maria Cao Đình Thuyên nghỉ hưu vì lý do tuổi tác theo quy định. Trong cùng bản tin, Tòa Thánh loan tin chấp nhận đơn từ nhiệm của Tổng giám mục Tổng giáo phận Hà Nội Giuse Ngô Quang Kiệt và Tổng giám mục phó Phêrô Nguyễn Văn Nhơn kế nhiệm. Tân giám mục có thể sử dụng nhiều thứ tiếng ngoài tiếng Việt như: tiếng Anh, tiếng Pháp, tiếng Ý và tiếng Tây Ban Nha. Linh mục Nguyễn Văn Khải, Dòng Chúa Cứu Thế tại Thái Hà, đã có cuộc phỏng vấn với RFA sau khi tin tức bổ nhiệm được công bố. Về tin bổ nhiệm của giáo hoàng chọn linh mục Nguyễn Thái Hợp làm giám mục, linh mục Khải cho rằng khách quan nhận xét linh mục Hợp thân thiện với các cán bộ chính quyền, các linh mục "yêu nước". Linh mục Khải cho rằng việc bổ nhiệm này, tuy đã được nghe đồn đoán vài tháng trước đó, cũng đã làm nhiều người ngạc nhiên. Vị linh mục cũng cho rằng, dưới quan điểm của nhiều người cha Nguyễn Thái Hợp theo xu hướng thân thiện với chính quyền Cộng sản và theo xu hướng là thỏa hiệp với chính quyền này để tồn tại. Nhiều tu sĩ, giáo dân giáo phận Vinh ngỡ ngàng trước thông tin một linh mục thân chính quyền Việt Nam được bổ nhiệm làm người lãnh đạo giáo phận Vinh, một vùng đất có nhiều sự đụng độ giữa người Công giáo và chính quyền.
Sau khi tin tức bổ nhiệm được công bố, Tòa giám mục Vinh đã có cuộc trò chuyện ngỏ ý đón tiếp tân giám mục đến giáo phận. Hai bên thống nhất giám mục Nguyễn Thái Hợp sẽ đến thăm giáo phận mới của mình vào ngày 27 tháng 5 cùng năm. Buổi đón tiếp chính thức vào ngày 27 tháng 5 diễn ra tại Nhà thờ chính tòa Xã Đoài, sau khi tân giám mục đáp xuống phi trường Vinh. Trong phát biểu đầu tiên, giám mục Hợp cho biết sự thương nhớ quê hương, sự trân trọng và biết ơn với giám mục tiền nhiệm Cao Đình Thuyên. Ông cũng bày tỏ sự sẵn sàng nhưng lo âu trước sứ vụ mới. Ông cũng bày tỏ sự trông mong giáo dân giáo phận cộng tác với mình với tinh thần vốn có trước đó. Giám mục Hợp cũng nhận mình chỉ hoạt động trong các lĩnh vực văn hóa, giáo dục và xã hội và không có kinh nghiệm làm giám mục, nên sẽ có sự dò dẫm và ông về Giáo phận Vinh là do yêu cầu của Tòa Thánh.
Tân giám mục chọn cho mình khẩu hiệu: "Sự thật và Tình yêu". Trả lời phỏng vấn về ý nghĩa khẩu hiệu và huy hiệu, Giám mục tân cử Hợp cho biết châm ngôn này lấy cảm hứng từ Kinh Thánh và làm rõ hai giá trị căn bản của Kitô giáo. Logo huy hiệu được miêu tả bằng hai màu đen-trắng, đại diện cho Sự Thật, cảm hứng lấy từ logo dòng Đa Minh; trong khi đó, tình yêu được miêu tả bằng hình trái tim. Nội dung hình ảnh còn có hình ảnh một con thuyền, đại diện cho Giáo hội Công giáo, biểu thị việc con thuyền đang rẽ sóng hướng về Sự thật và Tình yêu. Ngoài các yếu tố trên, Giám mục Hợp cũng công bố các yếu tố này được liên kết chặt chẽ vào thập giá của Đức Kitô. Trả lời cuộc phỏng vấn này, giám mục tân cử cũng nhắc đến tranh chấp tại khu đất 42 Nhà Chung và nêu nhận định xã hội chúng ta đang sống, trong mấy chục năm qua luôn đầy dẫy dối trá và bạo lực.
Lễ tấn phong tân giám mục Nguyễn Thái Hợp được cử hành tại khuôn viên Nhà thờ chính tòa Xã Đoài vào ngày 23 tháng 7 năm 2010.  Chủ phong trong nghi thức truyền chức là Giám mục Cao Đình Thuyên và hai vị phụ phong là Giám mục Phaolô Bùi Văn Đọc, giám mục giáo phận Mỹ Tho và giám mục Antôn Vũ Huy Chương, giám mục Giáo phận Hưng Hóa. Tham gia lễ, ngoài 13.000 khách mời chính thức đại diện 19 giáo hạt và 180 giáo xứ còn có đông đảo giáo dân dự lễ trong khuôn viên Tòa giám mục, Nhà thờ chính tòa cũng như các khu vực phụ cận. Đồng tế lễ tấn phong có 28 tổng giám mục, giám mục, các linh mục và các bề trên các dòng tu. Tổng số linh mục tham dự là 400. Tham gia lễ tấn phong còn các các bằng hữu của tân chức: Giáo sư Ninh Viết Giao, Giáo sư Chương Thâu, Giáo sư Chu Hảo, nhà văn Nguyên Ngọc,...

### Các hoạt động giai đoạn 2010 - 2015
Ngày 30 tháng 7 năm 2010, Bộ Truyền giáo gửi văn thư để hỏi ý kiến tân giám mục Nguyễn Thái Hợp về sự đồng thuận với mong muốn của hai vị tiền nhiệm là Phêrô Trần Xuân Hạp và Cao Đình Thuyên. Giám mục Hợp bày tỏ sự đồng thuận và hoàn thành hồ sơ gửi đến chính quyền tỉnh và trung ương và nhanh chóng được chấp thuận, yêu cầu bổ túc hồ sơ. Vì văn thư chia tách Tòa Thánh, việc chia tách giáo phận mất rất lâu sau đó mới hoàn thành.
Tại Đại hội lần thứ XI của Hội đồng Giám mục Việt Nam (tháng 10 năm 2010), Ủy ban Công lý và Hòa bình được thành lập và ông được bầu làm chủ tịch của ủy ban này trong nhiệm kỳ đầu tiên 2010 – 2013. Trong Đại hội lần XII và XIII, các giám mục Việt Nam tiếp tục tín nhiệm và chọn ông tiếp tục với chức vụ này. Như vậy, ông đảm trách vai trò Chủ tịch Ủy ban Công lý Hòa bình thuộc Hội đồng Giám mục Việt Nam từ năm 2010 đến năm 2019.
Ngày 9 tháng 9 năm 2014, với bối cảnh trước thềm ngày làm việc chung của chính quyền Việt Nam và Tòa Thánh Vatican, Đài Chân lý Á Châu có bài phỏng vấn giám mục Nguyễn Thái Hợp. Nhận định chung, giám mục Hợp cho rằng nhờ các phiên hop chung này, đã có những bước tiến của Công giáo tại Việt Nam, ví dụ có đại diện không thường trú của Tòa Thánh và cam kết chấp thuận cho tôn giáo tham gia các hoạt động y tế và giáo dục. Nói về những thông tin giáo dân giáo phận Vinh bị đánh đập với những luồng thông tin trái ngược nhau của hai bên, giám mục giáo phận Vinh cho rằng đó là những sự việc đáng tiếc. Ông cho rằng các sự việc mâu thuẫn diễn ra tại tỉnh Nghệ An, còn hai tỉnh còn lại trong giáo phận có sự hợp tác tốt của chính quyền và Công giáo, ví dụ như xây dựng trung tâm khuyết tật tại Hà Tĩnh và xây dựng nhà thờ Tam Tòa. Giám mục Nguyễn Thái Hợp khẳng định tôn giáo mong muốn đem lại an vui cho con người và không phải lực lượng chính trị, nhưng yêu cầu những cơ hội để phục vụ con người. Nói về mâu thuẫn giữa hai phía, giám mục Hợp cho rằng hai phía đã xích lại gần nhau và có những thái độ chừng mực và đó là cơ hội để nhìn lại, cộng tác nhằm giảm bớt đau khổ và căng thẳng của cuộc sống. Trước tình hình nhiều nhà bất đồng chính kiến ở Việt Nam là Nguyễn Quang Lập, Anh Ba Sàm,... bị bắt giữ. Hơn 1500 người ký thỉnh nguyện thư gửi Chủ tịch nước, Thủ tướng và Bộ trưởng Công an Việt Nam yêu cầu trả tự do cho họ. Giám mục Nguyễn Thái Hợp tham gia ký tên thỉnh nguyện thư này.
Tháng 4 năm 2015, sau cuộc hợp thường niên lần I của Hội đồng Giám mục Việt Nam, đài Chân lý Á Châu RFA có bài phỏng vấn với Giám mục Nguyễn Thái Hợp về vấn đề mục vụ cho di dân, là một nội dung quan trọng được thảo luận tại cuộc họp. Giám mục Hợp cho rằng chia di dân thành hai dạng là di dân trong nước và di dân ra nước ngoài. Ông cho biết Hội đồng Giám mục coi việc mục vụ cho di dân là bổn phận, với nguyên nhân cốt lõi là dân tộc Do Thái và Chúa Giêsu cũng là một di dân, di dân có vai trò quan trọng trong mục vụ Công giáo. Hội đồng Giám mục kêu gọi đón nhận di dân với tình huynh đệ. Khi được hỏi về vấn đề Hội đồng đã làm được cho di dân, vị giám mục giáo phận Vinh cho biết ông nhận định là hội đồng chưa làm được gì nhiều, khi thấy thảm cảnh của di dân tại nước ngoài, chỉ kêu gọi cộng đồng Việt Nam ý thức về thực trạng này. Với những thực trạng được nêu ra, Giám mục Nguyễn Thái Hợp cho biết đây là lần đầu tiên vấn đề này được các giám mục đưa ra khi họp và sẽ nghiên cứu nhiều hơn về vấn đề này trong tương lai. Đề cập đến việc Tổng giám mục Leopoldo Girelli, Đại diện Tòa Thánh không thường trú tại Việt Nam nêu ra về vấn đề truyền giáo ở các thành phố lớn, giám mục Hợp kêu gọi giáo dân từ bỏ lối sống đạo hiện nay và chú trọng chia sẻ đức tin Công giáo đến mọi người.
Trong khuôn khổ chuyến viếng thăm Hoa Kỳ của Giáo hoàng Phanxicô vào tháng 9 năm 2015, phái đoàn Công giáo Việt Nam gồm Tổng giám mục Tổng giáo phận Thành phố Hồ Chí Minh Phaolô Bùi Văn Đọc và giám mục Nguyễn Thái Hợp đã đến Hoa Kỳ chào đón giáo hoàng. Nhân chuyến đi này, Giám mục Hợp dành thời gian trả lời phỏng vấn của Đài Chân lý Á Châu RFA. Nói về vấn đề sự yêu mến của giáo dân đối với Giáo hoàng Phanxicô vì cho rằng ông thân thiện và cởi mở, giám mục giáo phận Vinh nhận định phần lớn giáo dân Việt Nam yêu mến các vị giáo hoàng, không chỉ riêng giáo hoàng đương nhiệm. Được phỏng vấn về việc nhà nước Việt Nam phóng thích các tù nhân lương tâm là thanh niên Công giáo và cho phép xây dựng các cơ sở tôn giáo có phải là một hành động hòa giải, Giám mục Nguyễn Thái Hợp nêu lại các vụ việc mâu thuẫn tại một số giáo xứ, nay đã được chính quyền hợp thức hóa, trong thềm công bố Luật tín ngưỡng mới là một thiện chí đáng trân trọng. Nói về những đánh giá giáo hoàng đương nhiệm cởi mở và thân thiện, vị giám mục giáo phận Vinh cho rằng có sự hiểu lầm và giải thích chưa chuẩn ý, xuyên tạc giáo hoàng nên đã gây những hiểu lầm.

### Các hoạt động giai đoạn 2016 - 2018
Nhận xét về Luật Tín ngưỡng và Tôn giáo năm 2016 của Việt Nam, Giám mục Nguyễn Thái Hợp cho rằng theo luật, việc công nhận tư cách pháp nhân của tổ chức tôn giáo gây ảnh hưởng đến các cơ sở này, Để thành lập các cơ sở, tùy địa phương mà việc xin thành lập dễ dàng hay khó khăn. Ông cho rằng, tình hình tự do tôn giáo đã tốt đẹp hơn giai đoạn 1975, nhưng nếu xét đến bình diện của các bản tuyên bố quốc tế nhân quyền hoặc những văn bản của Liên hiệp quốc thì Việt Nam chưa thực hiện.
Tháng 4 năm 2016, vụ xả thải ra môi trường của công ty Formosa được phát hiện. Sự cố môi trường này làm hàng tấn cá chết dọc bờ biển 4 tỉnh miền Trung, ảnh hưởng đến cuộc sống hơn 200.000 người dân. Trả lời phỏng vấn của đài RFA vào đầu tháng 5 năm 2016 (khi nguyên nhân cá chết chưa được công bố), giám mục Nguyễn Thái Hợp cho rằng việc cá chết là "giọt nước tràn ly" và ông mong rằng thông tin này được quốc tế hóa. Cá nhân ông nghĩ có âm mưu kéo dài vấn đề để làm hạ nhiệt. Nói về hỗ trợ người dân gặp sự cố, giám mục Nguyễn Thái Hợp nhận định đây là vấn đề khó khăn, vì khác với bão lũ, vấn đề cá nhiễm độc mà chết gây ảnh hưởng lâu dài. Ông thể hiện mong muốn chính quyền Việt Nam phải rõ ràng với người dân và không bỏ rơi người dân. Khi được hỏi về những góp ý của ông với nhà cầm quyền, vị giám mục giáo phận Vinh cho biết nhà cầm quyền có tiếp thu ý kiến của ông. Chia sẻ với người dân trong tình cảnh khó khăn, ông kêu gọi giáo dân tuân theo lời dạ của Thiên Chúa, không vì lợi nhuận mà sản xuất sản phẩm từ cá chết.
Ngày 13 tháng 5 năm 2016, Giám mục Nguyễn Thái Hợp viết thư chung nói về tình trạng cá chết bất thường tại miền Trung, trong đó kêu gọi người Công giáo có trách nhiệm với quê hương, đất nước và các thế hệ tương lại bằng các hành động thiết thực như: không phá hoại môi trường, không sản xuất thực phẩm, nên chôn cất, không mua bán cá chết, hợp tác tìm ra thủ phạm vụ việc, giúp đỡ những nạn nhân đang lâm cảnh khó khăn,... Thư này cũng cho rằng các nhà chức trách đã tránh né công bố nguyên nhân và thủ phạm hơn một tháng. VTV đánh giá thư chung của Giám mục Nguyễn Thái Hợp:“Giám mục Vinh đã ra bản Thư Chung diễn tả sự việc một cách thiếu khách quan, thổi phồng gây hoang mang và dùng những lời lẽ kích động giáo dân...” và theo nhận định của VTV, Thư Chung của Giám mục Phaolô Nguyễn Thái Hợp là một trong những “bình luận mang tính quy kết, suy đoán một chiều về nguyên nhân sự cố, dẫn dắt dư luận theo hướng nguyên nhân đã rõ, chính quyền đang tìm cách bao che. Đây là thủ đoạn hướng lái dư luận biến sự cố ngoài ý muốn trở thành cái cớ chống phá, công kích chính quyền …”
Giám mục Nguyễn Thái Hợp kêu gọi giáo dân tổ chức Một ngày vì môi trường vào ngày 7 tháng 8 năm 2016, với mục đích dọn dẹp vệ sinh, biểu tình đòi nhà máy Formosa phải bị đóng cửa. Giáo dân ba tỉnh thành Nghệ An, Quảng Bình và Hà Tĩnh thuộc giáo phận đã hưởng ứng lời kêu gọi này.
Đến giữa tháng 9, khoảng 7000 đơn xin hỗ trợ từ giáo dân gửi đến Tòa giám mục Giáo phận Vinh. Trước tình cảnh đó, ngày 13 tháng 9 năm 2016, với quyết định 2316/QĐ-TGM, Giám mục Nguyễn Thái Hợp cho thành lập Ban hỗ trợ các nạn nhân thảm hoạ ô nhiễm môi trường biển.
Ngày 7 tháng 10 năm 2016, công văn do Ủy ban nhân dân tỉnh Nghệ An do Phó Chủ tịch Ủy ban nhân dân tỉnh Lê Xuân Đại ký đã đề nghị Giám mục Nguyễn Thái Hợp chấn chỉnh các hoạt động mục vụ của Linh mục Đặng Hữu Nam và không bố trí Linh mục Đặng Hữu Nam tiếp tục hoạt động mục vụ trên địa bàn Nghệ An. Lý do được đưa ra là linh mục Nam đã nói xấu Đảng, Nhà nước và lợi dụng sự cố môi trường biển tại một số tỉnh miền Trung, tạo thêm nhiều diễn biến phức tạp mới. Linh mục Nam cho rằng, ngoài các giấy tờ chính thức, chính quyền Việt Nam gây sức ép lên giám mục Nguyễn Thái Hợp, Hội đồng Giám mục Việt Nam và cả Tòa Thánh Vatican, yêu cầu đưa linh mục Nam ra khỏi giáo xứ Phú Yên, vốn có giáo dân làm ngư nghiệp và chịu ảnh hưởng nặng nề bởi sự cố môi trường Formosa. Linh mục Nam chính thức nhận quyết định thuyên chuyển ngày 7 tháng 2 năm 2017 và việc chuyển xứ diễn ra sau Tết Nguyên Đán.
Ngày 19 tháng 10 năm 2016, Tổng giám mục Tổng giáo phận Thành phố Hồ Chí Minh Phaolô Bùi Văn Đọc gửi thư đến Giám mục Nguyễn Thái Hợp. Trong thư, Tổng giám mục Đọc cho biết ông và giáo dân Tổng giáo phận luôn đồng hành cùng giáo phận Vinh.
Theo linh mục Nam, Hội cờ đỏ thành lập tháng 5 năm 2017 với tôn chỉ trấn áp giáo dân biểu tình chống Formosa và giết "giặc đạo". Linh mục này cho rằng giặc đạo được ngầm hiểu là giết Giám mục Giáo phận Vinh Nguyễn Thái Hợp và chính ông, linh mục Đặng Hữu Nam, cùng với linh mục Nguyễn Đình Thục. Ngày 8 tháng 5, 18 linh mục thuộc hai giáo hạt Thuận Nghĩa vàng Mai giáo phận Vinh ký tên phản đối việc lên án của chính quyền huyện Quỳnh Lưu và tỉnh Nghệ An. Trước đó, ngoài lên án hai linh mục Đặng Hữu Nam và Nguyễn Đình Thục, chính quyền cho rằng có sự tiếp tay của Giám mục Nguyễn Thái Hợp và linh mục Chủ tịch Uỷ ban Công lý và Hòa bình Giáo phận Vinh Nguyễn Văn Đính. Cũng trong nửa đầu tháng 5 năm 2017, phái đoàn Giáo phận Vinh do Giám mục Nguyễn Thái Hợp dẫn đầu đến vận động các quốc gia châu Âu cẩn trọng khi trong tiến trình xem xét thông qua Hiệp định Tự do Thương mại giữa EU và Việt Nam (FTA) vì vấn đề ô nhiễm môi trường và tình trạng nhân quyền. Trong thời gian này, phái đoàn gặp gỡ với Cao uỷ văn phòng Liên hiệp quốc Châu Âu và trình bày về tình trạng môi trường, cũng như việc đàn áp những cuộc biểu tình bất bạo động, bắt giữ những nhà bất đồng chính kiến.
Trong một bài phỏng vấn đặc biệt của Eglises d'Asie, Tổng giám mục Giuse Nguyễn Chí Linh, Chủ tịch Hội đồng Giám mục Việt Nam, cho biết Giám mục Nguyễn Thái Hợp đã làm phật lòng Ban Tôn giáo Chính phủ Việt Nam. Họ mong muốn Tòa Thánh triệu tập ông về Rôma hoặc buộc ông hồi hưu. Đến Thái Lan dự Đại hội Di dân Giáo phận Vinh lần II tháng 7 năm 2017, giám mục Nguyễn Thái Hợp bày tỏ sự lo lắng cho các lao động nhập cư bất hợp pháp. Ông cho rằng cần có bản kiến nghị gửi chính quyền Việt Nam và cần có Hiệp ước lao động giữa Việt Nam và Thái Lan. Trong khuôn khổ Hội nghị, ông cũng kêu gọi cầu nguyện cho các nạn nhân chịu ảnh hưởng bởi sự cố môi trường Formosa.
Liên quan đến vụ việc Formosa, tháng 8 năm 2017, giám mục Hợp đã đến trụ sở chính của Formosa tại Đài Loan đề đòi quyền lợi cho các nạn nhân tại Việt Nam. Ông tham gia Uỷ ban Hỗ Trợ Các Nạn Nhân Của Thảm Họa Môi Trường Biển. Tại Đài Loan, nhóm gặp các luật sư, giáo sư,... đang trong tiến trình khiếu kiện Formosa gây ảnh hưởng đến Việt Nam. Trong cuộc phỏng vấn với Đài Chân lý Á Châu RFA sau chuyến đi Đài Loan, Giám mục Hợp cho biết nhằm chống lại quan điểm của công ty trên ví mình là nạn nhân, nhóm cho rằng chính quyền Việt Nam "bắt tay" Formosa để giảm nhẹ thảm họa môi trường. Nói về vấn đề dân chịu ảnh hưởng tại Nghệ An không được bồi thường, Giám mục Hợp cho biết nhóm đã đặt ra vấn đề với chính quyền tỉnh. Chính quyền Nghệ An đã công nhận chuyện nợ của dân nhưng chưa có nguồn tiền để đền bù. Giám mục Hợp cho biết các giáo sư và sinh viên Đại học Đài Loan đã nghiên cứu khoa học về nước biển và khói, nhưng luật sư của công ty Formosa rất ma mãnh trong quá trình tranh tụng. Nguyễn Thái Hợp cho rằng, Nhà nước Việt Nam không cho phép và không tạo điều kiện nghiên cứu khoa học và Uỷ ban đang trong một tình trạng rất bất lợi. Được hỏi về lý do ông đòi hỏi quyền lợi cho người dân chịu ản hưởng Formosa, Giám mục Nguyễn Thái Hợp khẳng định mình không làm theo yêu cầu từ người khác, nhưng ông theo giáo huấn Công giáo là đồng hành với nạn nhân và người nghèo. Ông cho rằng với tư cách Giám mục Giáo phận Vinh, ông kông thể khoanh tay đứng nhìn, ông muốn đồng hành và đứng về phía các nạn nhân.
Giám mục Nguyễn Thái Hợp đã viết bản kiến nghị gửi Quốc hội Việt Nam, trong đó ông cho rằng thông qua luật đặc khu có thể ảnh hưởng đến an ninh và chủ quyền quốc gia. Ông cho rằng Trung Quốc có thể dùng các tập đoàn để từng bước xâm nhập các vùng có vị trí an ninh chiến lược của Việt Nam.

### Chia tách và bổ nhiệm Giám mục Giáo phận Hà Tĩnh

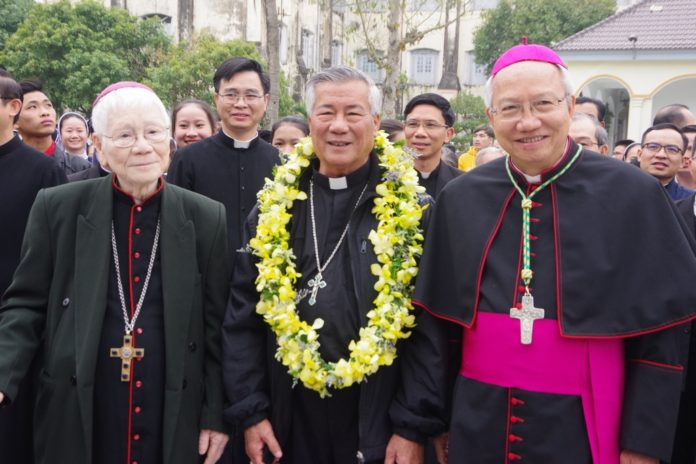
Giám mục Nguyễn Thái Hợp (phải) tại buổi đón tiếp Giám mục kế vị Anphong Nguyễn Hữu Long ngày 20 tháng 1 năm 2019.

Ngày 22 tháng 12 năm 2018, Giáo hoàng thiết lập Giáo phận Hà Tĩnh, trên cơ sở tách từ Giáo phận Vinh, bổ nhiệm Giám mục Phaolo Nguyễn Thái Hợp làm Giám mục Tiên khởi. Trả lời phỏng vấn của Vatican News tiếng Việt ngày 1 tháng 1 năm 2019, giám mục Hợp nhận định về thuận lợi, khó khăn của giáo phận Vinh, giám mục Hợp cho rằng giáo phận Vinh có vị thế đặc biệt do vấn đề lịch sử để lại. Khó khăn về vấn đề di dân khỏi các vùng quê và đến các trung tâm kinh tế lớn như Thành phố Hồ Chí Minh, Đà Nẵng, Hà Nội,... và đi ra các nước ngoài để làm việc. Nói về vấn đề phong phú giáo dân muốn đi theo con đường tu trì, ông cho rằng do những người mẹ, giáo xứ hỗ trợ các thanh niên. Chia sẻ với giáo dân trong cuối buổi phỏng vấn, ông cho biết ông ưu tư về hòa bình, nhân quyền và con người nhân dịp lễ Công giáo cầu nguyện cho hòa bình. Ông cũng trích dẫn lại mối phúc của cho nhà chính trị của cố Hồng y Phanxicô Xaviê Nguyễn Văn Thuận: Phúc cho nhà chính trị nào có ý thức cao và hiểu biết sâu về vai trò của mình, có được sự tín nhiệm, có hoạt động cho công ích chứ không vì tư lợi, có lời nói đi đôi với việc làm, biết hoạt động cho sự hiệp nhất, hoạt động để đạt đến sự thay đổi quyết liệt, có khả năng lắng nghe và không sợ hãi. Ông cũng dẫn lại lời Giáo hoàng Phanxicô chỉ trích những tật xấu của giới chính trị: tham nhũng, sách nhiễu, tìm tư lợi, bảo vệ đảng phái, ý thức hệ thay vì nghĩ đến quốc gia, dân tộc. Ông mong muốn các chính trị gia Việt Nam và thế giới giảm bớt các tệ nạn trên. Ông bày tỏ mong muốn Thiên Chúa mang lại an bình, an vui và hòa thuận yêu thương cho người dân Việt Nam.
Vào chiều ngày 14 tháng 1 năm 2019, Giám mục Nguyễn Thái Hợp, đến thăm và chia sẻ với người dân vườn rau Lộc Hưng, nơi vừa bị chính quyền quận Tân Bình, Thành phố Hồ Chí Minh cưỡng chế. Đại diện một số tôn giáo cũng đến thăm địa điểm này.
Giám mục Nguyễn Thái Hợp cử hành lễ kết thúc sứ vụ Giám mục chính tòa Giáo phận Vinh vào ngày 22 tháng 1 năm 2019.

## Giám mục Tiên khởi Hà Tĩnh

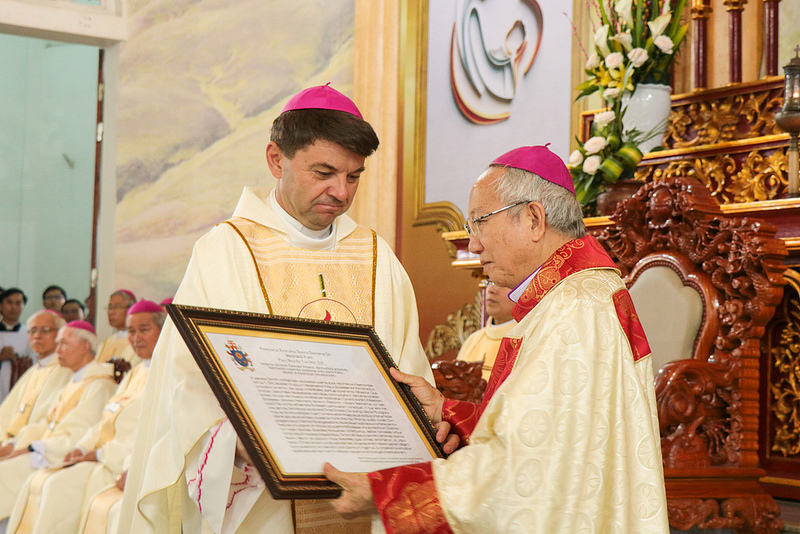
Trao tông sắc Thành lập Giáo phận Hà Tĩnh

Ngày 22 tháng 12 năm 2018, Giáo hoàng thiết lập Giáo phận Hà Tĩnh, trên cơ sở tách từ Giáo phận Vinh, bổ nhiệm Giám mục Phaolo Nguyễn Thái Hợp làm Giám mục Tiên khởi. Việc thiết lập tân giáo phận đã được sự đồng thuận từ chính quyền Việt Nam. Tân giáo phận có địa giới hành chính thuộc về hai tỉnh Quảng Bình và Hà Tĩnh và có diện tích 14.091 ki-lô-mét vuông. Tân giáo phận có 241.112 giáo dân, 96 giáo xứ, 93 linh mục, 19 nam tu sĩ, 188 nữ tu và 56 chủng sinh.
Ngày 28 tháng 12, Tòa giám mục Giáo phận Hà Tĩnh ra thông cáo loan tin lễ chính thức thành lập giáo phận và giám mục Tiên khởi Nguyễn Thái Hợp nhậm chức. Nghi thức chia tách giáo phận cũng như nhận ngai tòa Giám mục Hà Tĩnh của giám mục Nguyễn Thái Hợp diễn ra vào ngày 11 tháng 2 năm 2019. Lễ thiết lập Tân giáo phận có sự hiện diện của Đại diện Tòa Thánh không thường trú tại Việt Nam Marek Zalewski, Hồng y Phêrô Nguyễn Văn Nhơn, 33 Giám mục, đông đảo các linh mục Tổng đại diện, Bề trên, Giám tỉnh các hội dòng, hơn 400 linh mục thuộc giáo phận Hà Tĩnh và các giáo phận khác, hàng ngàn tu sĩ nam nữ và hơn 40.000 giáo dân tham dự.
Ngày 3 tháng 11 năm 2019, kênh truyền thông You Tube của ANTV - Truyền hình Công An Nhân Dân cho đăng tải phóng sự mang tên Lật tẩy mưu đồ chính trị của "Đức cha phaolo" Nguyễn Thái Hợp cùng đồng bọn. Nội dung video này lên án Giám mục Nguyễn Thái Hợp đã làm tình hình trật tự diễn biến phức tạp, lợi dụng việc bục giảng để tuyên truyền chống Nhà nước và Đảng Cộng sản Việt Nam, ký tên các tài liệu đòi bỏ và xử lý lãnh đạo Đảng. Kênh truyền hình này nhận định, với vụ việc Formosa, các vụ vi phạm trật tự mang tính chất cách mạng màu, cách mạng đường phố. Kênh Truyền hình Công An Nhân Dân cho rằng cũng từ vụ việc ô nhiễm môi trường biển, Giám mục Nguyễn Thái Hợp đã tạo điều kiện cho các tổ chức như Việt Tân, Voice và Hội Anh Em Dân Chủ hoạt động tại giáo phận Vinh (trước chia tách).
Trong tình hình dịch bệnh Covid-19, ngày 8 tháng 2 năm 2020, giám mục Nguyễn Thái Hợp đã công bố thư mục vụ gửi đến giáo dân Giáo phận Hà Tĩnh. Viết trong thư, ông kêu gọi giáo dân gia tăng cầu nguyện, làm các việc lành để xin Thiên Chúa giải thoát nhân loại khỏi dịch bệnh, áp dụng các biện pháp ngăn ngừa theo khuyến cáo của các cơ quan chức năng và thể hiện đức bác ái Kitô giáo: không trục lợi từ tình hình dịch bệnh, hỗ trợ mọi người, không kỳ thị những người nghi nhiễm hoặc các vùng nhiễm bệnh. Ngoài ra, giám mục Hợp cũng cho công bố một số thay đổi trong nội bộ Công giáo để phòng dịch liên quan đền những sinh hoạt tôn giáo đông người tham dự, việc rước lễ hình rượu, việc miễn trừ cho các giáo dân nghi nhiễm, việc dạy và học giáo lý. Cuối thư, ông nhắc nhở giáo dân về việc trong khu vực giáo phận có nhiều công ty có người lao động đa quốc gia, các giáo hữu làm việc tại đây và các giáo xứ gần các khu vực trên cần thường xuyên nhắc nhở và khuyến cáo phòng bệnh.
Với tình cảnh nhiều tỉnh miền Trung Việt Nam bị bão lụt tàn phá gây thiệt hại nặng vào tháng 11 năm 2020, Giám mục Nguyễn Thái Hợp kêu gọi giáo dân, mạnh thường quân hỗ trợ số tiền 500 triệu đồng để cứu trợ. Ông cũng đích thân tham gia chuyến cứu trợ người dân ở Quảng Bình.
Ngày 19 tháng 3 năm 2021, Văn phòng Báo chí Tòa Thánh công bố tin việc Giáo hoàng chấp thuận đơn từ nhiệm của Giám mục Nguyễn Thái Hợp. Cùng ngày, Tổng giám mục Đại diện không thường trú của Tòa Thánh tại Việt Nam Marek Zalewski thông báo bổ nhiệm Giám mục phụ tá Tổng giáo phận Thành phố Hồ Chí Minh Louis Nguyễn Anh Tuấn làm Giám quản Tông Tòa Giáo phận Hà Tĩnh. Thông cáo cũng cho biết Giáo phận Hà Tĩnh trống tòa và theo ý Toà Thánh. Ghi chú dưới phần thông cáo đăng trên trang Giáo phận Hà Tĩnh cho biết Giám mục Hợp đã nộp đơn từ nhiệm lên Tòa Thánh từ năm 2020, theo Giáo luật, đồng thời đánh giá nguyên giám mục giáo phận là người dám nói, dám làm và dám lựa chọn đứng về phía người nghèo, người yếu thế, ... gần dân, hòa hợp và giản dị.
Trả lời phỏng vấn kênh Hội đồng Giám mục Việt Nam, Giám mục Nguyễn Thái Hợp nhận định thời gian ông quản nhiệm giáo phận là hai năm hoạn nạn: dịch Covid và thiên tai bão lụt, do đó nhiều dự định của cá nhân ông, hàng ngũ linh mục và giáo dân chưa thực hiện được, do thiếu thời gian. Giám mục Hợp cho biết ông ra đi nhưng vẫn nhớ đến Hà Tĩnh, những kỷ niệm cũng như những ước mơ chưa thành tại giáo phận. Ông mong muốn Thiên Chúa, giáo dân và Giám quản Louis Nguyễn Anh Tuấn sẽ tiếp tục thực hiện các chương trình chưa thực hiện được. Nói về khó khăn và thuận lợi của giáo phận Hà Tĩnh, Giám mục Hợp cho biết ông được hưởng sự nhiệt thành, hứng khởi khi giáo dân thuộc tân giáo phận Hà Tĩnh đã trông đợi việc chia tách giáo phận từ lâu. Về khó khăn, ông cho biết việc xây dựng cơ sở vật chất, do gặp thiên tai bão lụt, nhiều dự định chưa thành. Nói về việc kết thúc vai trò Giám mục Hà Tĩnh, Giám mục Hợp cho biết ông cảm tạ Giáo hoàng vì đã cho ông từ nhiệm khi sức khỏe còn tốt và ông dự định thực hiện các hoạt động truyền giáo qua các hoạt động văn hóa, giáo dục, xã hội và bác ái (từ thiện).
Đánh giá đường lối thi hành mục vụ của Giám mục Hợp, trong tiểu sử được đăng trên trang web giáo phận Hà Tĩnh có đưa ra nhận định: [đường lối mục vụ của Giám mục Nguyễn Thái Hợp] không chỉ giới hạn trong những lãnh vực thuần túy tôn giáo mà còn mở rộng ra phạm vi xã hội, liên quan đến công bằng xã hội, phúc lợi của người dân, hiểu như những quyền lợi chính đáng mà Giáo hội cũng phải góp phần cổ võ và bênh vực.

## Hưu dưỡng
Ông Gioan Baotixita Hồ Hữu Hòa, vốn là một thầy phong thủy và thầy bói, được truyền chức linh mục tại Giáo phận Maasin, Philippines vào ngày 7 tháng 12 năm 2022, sau khi ông mãn hạn tù vì có liên quan trong vụ án Vũ Nhôm năm 2021. Giám mục Nguyễn Thái Hợp bị cho là đã viết thư trình bày vấn đề và lý do [để truyền chức linh mục cho ông Hồ Hữu Hòa] đến văn phòng Tòa giám mục Giáo phận Maasin, Philippines, theo thông cáo ngày 17 tháng 2 năm 2023.

## Tác phẩm
Giám mục Nguyễn Thái Hợp viết và xuất bản nhiều bài báo bằng nhiều thứ tiếng khác nhau và xuất bản hơn 20 đầu sách bằng ngoại ngữ và tiếng Việt:

### Ngoại ngữ
- Karl Marx, et la negation de Dieu pour l’affirmation de la valeur de l’homme, Fribourg, 1979.
- Humanisme marxiste face à Dieu, 1984.
- Hacia una Etica desde los pobres, Lima, Péru, 1986.
- Tomás de Aquino, teólogo militante, Lima, 1988.
- Teología y Liberación. Escritura y espiritualidad, (Edit.), 1990.
- Las Casas entre dos mundos, (Edit.), Lima, 1993.
- Evangelización y teología en el Péru. Luces y sombras en el siglo XVI, (Edit.), 1994.
- Neoliberalismo e a libertação dos pobres, São Paulo, Brazil,1995
- Tienen salida los pobres?, Costa Rica, 1996.

### Tiếng Việt
- Một nửa hành trình của con người và quê hương, Chân Lý, Canada, 1997.
- Giá trị đạo đức trong cơn lốc thị trường, Dấn Thân, Houston, 2000.
- Đường vào thần học về tôn giáo, Dấn Thân, Houston, 2000.
- Những nẻo đường tâm linh, (Chủ biên), Đa Minh Học viện, 2004.
- Để họ lớn lên, Văn hóa & Đức tin, 2005.
- Yves Congar, con người và tư tưởng, (Chủ biên), 2005.
- Những nẻo đường tâm linh (Chủ biên), Học viện Đa Minh, 2006.
- Chút này làm tin, NXB Văn Hóa Sài Gòn, 2007.
- Người Công giáo Việt Nam đối diện với đại dịch HIV/AIDS, (Chủ biên), CLB Nguyễn Văn Bình, 2007.
- Tôn giáo – Giáo dục. Một cách tiếp cận, (Chủ biên), 2009.
- Tư duy & lối sống của người Việt thời hội nhập, (Chủ biên), CLB Nguyễn Văn Bình, 2009.
- Một cái nhìn về Giáo huấn Xã hội Công giáo, CLB. Nguyễn Văn Bình, 2010.
- Việt Nam dấu yêu: Quê hương và Giáo Hội, CLB. NVB, 2011.
- Đạo đức học (chưa phát hành)
- Tôma Aquinô, thần học gia dấn thân. (chưa phát hành)

## Tông truyền
Giám mục Phaolô Nguyễn Thái Hợp được tấn phong năm 2010, dưới thời Giáo hoàng Biển Đức XVI, bởi:
- Giám mục Chủ phong: Giám mục Phaolô Maria Cao Đình Thuyên, nguyên giám mục chính tòa Giáo phận Vinh.
- Hai giám mục Phụ phong: Giám mục Phaolô Bùi Văn Đọc, giám mục chính tòa Giáo phận Mỹ Tho và Giám mục Antôn Vũ Huy Chương, giám mục chính tòa Giáo phận Hưng Hóa.

Giám mục Phaolô Nguyễn Thái Hợp là Giám mục Chủ phong cho giám mục:
- Năm 2013, giám mục Phêrô Nguyễn Văn Viên, hiện đang là giám mục Phụ tá Giáo phận Vinh.